# Artur Sowiński
Artur Sowiński (ur. 26 marca 1987 w Radzionkowie) – polski zawodnik mieszanych sztuk walki. Były międzynarodowy mistrz KSW w wadze piórkowej (-66 kg) oraz były mistrz EFM Show w wadze lekkiej.

## Życiorys
Jego pseudonim „Kornik" pochodzi od nazwy amerykańskiej grupy muzycznej Korn. W 2021 roku wziął ślub z Anną Aleksandrzak (dawną uczestniczką programu Warsaw Shore: Ekipa z Warszawy), para 1 stycznia 2022 roku powitała pierwszego syna, Natana.

## Kariera MMA
Trenuje w katowickim klubie Silesian Cage Club pod okiem Tomasza Brondera.

### Wczesna kariera
Zawodową karierę MMA rozpoczął w 2007 roku na gali Nord Bohemia Ring 3, przegrywając z Duńczykiem, Sonnym Nielsenem. Następne cztery pojedynki wygrywał, wszystkie przed czasem.
W 2009 roku na gali MMA Challengers 1 stoczył przegrany pojedynek z Marcinem Heldem, ówczesnym zawodnikiem Bellatora.
16 czerwca 2010 roku na fińskiej gali Fight Festival przegrał z weteranem europejskich ringów, Finem, Niko Puhakką przez decyzję. Po tej porażce związał się z polską organizacją Konfrontacją Sztuk Walki.

### KSW i Celtic Gladiator
W swoim debiucie wystartował w turnieju wagi lekkiej. W ćwierćfinale uległ Holendrowi, Danny'emu van Bergenowi na punkty. W czasie walki Sowiński doznał złamania dłoni. Passę dwóch przegranych przełamał na gali KSW Extra 2 w 2011 roku pokonując Szkota, Paula Reeda przez techniczny nokaut w pierwszej rundzie.
Po zwycięstwie w Polsce, stoczył szybko wygrany pojedynek przez TKO z Carlem Morleyem w Irlandii na inauguracyjnej gali Celtic Gladiator. Walka trwała 16 sekund.
Kolejny pojedynek w Konfrontacji Sztuk Walki stoczył 21 maja 2011 roku na gali KSW 16. Pokonał wtedy na punkty Niemca, pochodzenia tureckiego, Cengiza Danę. Swój drugi pojedynek w Irlandii na Celtic Gladiator 2 przegrał z czołowym irlandzkim zawodnikiem, Conorem McGregorem przez TKO.
26 listopada 2011 roku na gali KSW 17: Zemsta znokautował ciosem podbródkowym i ciosami w parterze byłego zawodnika WEC i UFC Macieja Jewtuszko. Sowiński po serii trzech wygranych pojedynków z rzędu w organizacji KSW dostał szansę stoczenia walki o pas mistrzowski w wadze lekkiej. Początkowo przeciwnikiem Sowińskiego miał być zwycięzca turnieju KSW z 2011 roku Fin, Niko Puhakka, ale ze względu na kontrowersje wokół jego osoby (m.in. neonazistowskie tatuaże oraz poglądy) został odsunięty od pojedynku. Nowym przeciwnikiem został Anglik, Curt Warburton, który walczył m.in. w UFC oraz BAMMA, a pojedynek o pas mistrzowski został przełożony. 25 lutego 2012 roku na gali KSW 18: Unfinished Sympathy przegrał z Warburtonem przez poddanie (duszenie trójkątne rękoma) w 2. rundzie.
22 września tego samego roku na gali Celtic Gladiator V stoczył pojedynek z Irlandczykiem pochodzenia rosyjskiego, Artiomem Łobowem. Po bardzo wyrównanym pojedynku, ale z minimalną przewagą Sowińskiego, sędziowie orzekli zwycięstwo Łobowa. Po walce wyszło na jaw, iż jeden z sędziów punktowych był ściśle związany z klubem Łobowa. Trener Artura – Tomasz Bronder nie zgadzając się z werdyktem, złożył po walce protest do organizatorów kwestionując neutralność składu sędziowskiego. 1 października ostatecznie organizatorzy gali postanowili pozytywnie rozpatrzyć protest – zmieniając wynik pojedynku Sowiński vs. Łobow na no-contest (nierozstrzygnięty/nieodbyty).
1 grudnia na gali KSW 21 ponownie zmierzył się z Maciejem Jewtuszko, jednak tym razem o międzynarodowe mistrzostwo KSW w wadze lekkiej. Ostatecznie Sowiński uległ Jewtuszce w 2. rundzie przez jeden z wariantów duszenia rękoma tzw. "brabo" po bardzo dynamicznym i widowiskowym pojedynku.
9 lutego 2013 roku stoczył kolejną walkę w organizacji Celtic Gladiator, którą wygrał przed czasem przez TKO pod koniec 1. rundy z Czechem, Michałem Kozmerem. Po tej wygranej zmienił kategorię wagową na piórkową (do 66 kg).

### Powrót do KSW
W latach 2013–2014 stoczył dwa pojedynki z Anzorem Ażyjewem, gdzie w pierwszym starciu (KSW 24) Sowiński doznał złamania nosa po przypadkowym uderzeniu głową przez Ażyjewa, zaś w rewanżowej walce (KSW 26) Czeczen zadał nieprzepisowe ciosy kolanami w parterze i został zdyskwalifikowany.
28 listopada 2015 na KSW 33 zdobył pas mistrzowski wagi piórkowej, wypunktowując na dystansie trzech rund reprezentującego Japonię, Brazylijczyka, Klebera Koike Erbsta.
W swojej pierwszej obronie pasa mistrzowskiego KSW w wadze piórkowej podjął na gali KSW 34: New Order Fabiano Silvę Da Conceicao. Pokonał Brazylijczyka przez jednogłośną decyzję sędziów.
11 lipca 2020 podczas gali KSW 53: Reborn w Warszawie zmierzył się z Gracjanem Szadzińskim. Zwyciężył przez TKO w 1. rundzie po dynamicznych kolanach i ciosach w parterze.
19 grudnia 2020 na gali KSW 57: De Fries vs. Kita w Łodzi, przegrał jednogłośną decyzją sędziów z byłym mistrzem KSW w kategorii półśredniej Borysem Mańkowskim.
17 lipca 2021 podczas KSW 62: Kołecki vs. Szostak stoczył pojedynek z Sebastianem Rajewskim. Kornik przegrał niejednogłośną decyzją sędziów.

### EFM Show, ostatnia walka w KSW i przejście do Prime Show MMA
11 września 2021 na gali EFM Show 2 odbywającej się w Sofii, zdobył pas mistrzowski EFM Show w wadze lekkiej, pokonując zawodnika z Finlandii, Antona Kuivanena.
18 czerwca 2022 w Toruniu na gali KSW 71 stoczył pojedynek z byłym mistrzem federacji 360 MMA Fight Nights w wadze lekkiej, Belgiem, Donovanem Desmae. Walkę mimo problemów w pierwszej odsłonie zwyciężył przez poddanie w drugiej rundzie Desmae. Pojedynek nagrodzono bonusem w kategorii walka wieczoru.
25 listopada 2022 roku poinformował na swoich mediach społecznościowych o zakończeniu współpracy z KSW. Sowiński wspomniał także o tym, że zamierza toczyć walki z rywalami wykraczającymi poza sportową rywalizację, nie zamykając się również na sportowe pojedynki w innych federacjach. Tego samego dnia Prime Show MMA, federacja organizująca tzw. freak show fight ogłosiła zakontraktowanie Sowińskiego na pojedynek z Adamem Oknińskim podczas gali Prime 4: Królestwo. Pierwotnie rywalem Oknińskiego miał zostać były rywal Sowińskiego, Norman Parke, który wycofał się z tej walki na dwa dni przed galą. 26 listopada 2022 „Kornik” pokonał cięższego rywala jednogłośną decyzją sędziowską. Pojedynek toczył się cały dystans w stójce. 

### Cave MMA, USWM i The Warriors MMA
13 stycznia 2022 podczas walki wieczoru gali CaveMMA 2: Resurrection zmierzył się z Kamilem Łebkowskim. W tym starciu poza standardowymi zasadami MMA dozwolone były m.in. uderzenia głową, kolana w każdej płaszczyźnie, kopnięcia w parterze (soccer kicki), head stompy oraz łokcie. Sowiński zwyciężył tę walkę jednogłośną decyzją sędziowską, którzy punktowali identycznie w stosunku 29-28. 
7 lipca 2023 w Grajewie doszło do rewanżowego starcia Sowińskiego z Łebkowskim podczas walki wieczoru gali USWM 31. Pojedynek ten był oficjalnym eliminatorem do walki o pas mistrzowski Unii Sportów Walki – M. Niespodziewanie w drugiej rundzie walkę tę uznano za no contest, w wyniku trafienia przez Łebkowskiego kolanem w okolice krocza Sowińskiego, który po tej akcji nie był zdolny kontynuować tego starcia.  
25 maja 2024 w Mysłowicach podczas walki wieczoru gali The Warriors MMA 3: Korników dwóch stoczył pojedynek z zawodnikiem wywodzącym się z walk na gołe pięści, Michałem „Kornikiem” Kornackim. Starcie zostało przerwane przez lekarza po pierwszej rundzie na korzyść Sowińskiego, który porozbijał uderzeniami niezdolnego do kontynuowania drugiej rundy Kornackiego.  

## Kariera kick-boxingu
21 stycznia 2018 po raz pierwszy wystartował w formule kick-bokserskiej, tocząc na gali Cage Ring Championship 7: Annihilation w stolicy Irlandii (Dublinie) walkę z cięższym rywalem, Lubo Slovikiem. Starcie po trzech trzyminutowych rundach jednogłośną decyzją sędziowską zwyciężył Sowiński.
24 września 2022 podczas gali MMA Attack 4: Reaktywacja, która odbyła się w Będzin Arenie pokonał ważącego 140 kg, Piotra Ćwika, znanego pod przydomkiem „Bubu”. Sowiński walkę na zasadach K-1 zwyciężył werdyktem jednogłośnym (30:27, 30:27, 30:27).
W trzeciej walce na zasadach K-1 zawalczył 11 listopada 2023 podczas gali Lewy Prosty Fight Night 4: Polska vs. Chorwacja. Jego przeciwnikiem był Andreo Kolić. Pojedynek wieńczący wydarzenie zakończył się remisem.
6 lipca 2024 w Inowrocławiu zawalczył dla nowo powstałej organizacji Kuyavian Cage. Jego przeciwnikiem został dziennikarz, Adrian Bolechowicz. Zwyciężył przez jednogłośną decyzję sędziowską.

## Walki w grapplingu oraz boksie
24 lutego 2023 podczas czwartej, numerowanej gali organizowanej przez federację Solo Combat Federation, zmierzył się w walce na zasadach grapplingu. Jego przeciwnikiem był Grzegorz Szulakowski. Starcie zakończyło się remisem.
13 maja 2023 zadebiutował w formule bokserskiej, podczas walki wieczoru gali Lewy Prosty Fight Night 3, która rozegrała się w opolskim klubie muzycznym Mango Music Club. Sowiński pokonał przez techniczny nokaut w trzeciej rundzie Piotra Marka.
Drugą walkę w boksie stoczył 1 marca 2024 podczas gali Hybrid MMA 3 w Pile. Jego rywalem był jeden z właścicieli organizacji Hybrid MMA – Łukasz Szulc, zawodowy mistrz świata K-1 WFMC. Przegrał przez jednogłośną decyzję sędziów.
Po rocznej przerwie od walki grapplerskiej, stoczył swój drugi pojedynek w walce na zasadach brazylijskiego jiu-jitsu. 23 marca 2024 na gali DWM Fight Night 2 w Białogardzie jego przeciwnikiem był Artur Piotrowski. Pojedynek trwał jedną długą rundę i ponownie zakończył się remisem.
14 września 2024 w Ustroniu podczas gali Silesian MMA 17 zastąpił Daniela Rutkowskiego i skrzyżował rękawice z byłym zawodnikiem KSW, Patrykiem Chrobakiem. Zwyciężył jednogłośnie na kartach punktowych.
Następną walkę bokserską, wziętą w zastępstwie, stoczył 23 listopada 2024 na gali BFN 3 w Olsztynie. Jego rywalem był reprezentant Polski, pochodzący z Rosji, Asłambiek Arsamikow. Na początku drugiej rundy Sowiński otrzymał od rywala cios prawy prosty, po czym doznał kontuzji kolana i nie mógł kontynuować walki, tym przegrywając przez techniczny nokaut.
W piątej walce na zasadach boksu zawalczy z doświadczonym pięściarzem, Krzysztofem Włodarczykim, w ramach Gali Highlander Fight, która odbędzie się 6 czerwca 2025 w Żywcu.

## Osiągnięcia

### Mieszane sztuki walki
- 2010: Nagroda MMARocks – Nokaut Roku 2009 (na Zaurbeku Muchaevie), (Pro-Fight 3)[75]

- 2011: Nagroda MMARocks – Walka Roku 2010 (z Dannym van Bergenen), (KSW 14)[76]

- 2012: Herakles roku 2011 w kategorii "Nokaut roku" (na Macieju Jewtuszce), (KSW 17)[77]
- 2015-2016: międzynarodowy mistrz KSW w wadze piórkowej (-66 kg)[2][78]
- 2021: mistrz EFM Show w wadze lekkiej[3]

## Lista zawodowych walk w MMA
| Wynik     | Bilans    | Przeciwnik (bilans przed walką) | Rozstrzygnięcie                                                     | Runda | Czas | Rozgrywki                                         | Data       | Miejsce          | Uwagi                                                                             |
| --------- | --------- | ------------------------------- | ------------------------------------------------------------------- | ----- | ---- | ------------------------------------------------- | ---------- | ---------------- | --------------------------------------------------------------------------------- |
| Wygrana   | 25-14 (3) | Michał Kornacki (0-0)           | TKO (przerwanie przez lekarza)                                      | 1     | 3:00 | The Warriors MMA 3: Korników dwóch                | 25.05.2024 | Mysłowice        | Limit umowny -80 kg. Main Event                                                   |
| Nieodbyta | 24-14 (3) | Kamil Łebkowski (19-14)         | No contest (przypadkowe kolano Łebkowskiego w krocze Sowińskiego)   | 2     | 3:06 | USWM 31                                           | 07.07.2023 | Grajewo          | Eliminator do walki o pas mistrzowski USWM. Main Event                            |
| Wygrana   | 24-14 (2) | Kamil Łebkowski (19-13)         | Decyzja (jednogłośna)                                               | 3     | 3:00 | CaveMMA 2: Resurrection                           | 13.01.2023 | Jastrzębie-Zdrój | Debiut w CaveMMA. Limit umowny -73 kg. Zasady CaveRules. Main Event               |
| Wygrana   | 23-14 (2) | Adam Okniński (4-2)             | Decyzja (jednogłośna)                                               | 3     | 3:00 | Prime 4: Królestwo                                | 26.11.2022 | Szczecin         | Debiut w Prime Show MMA. Walka w wadze otwartej.                                  |
| Przegrana | 22-14 (2) | Donovan Desmae (15-7)           | Poddanie (duszenie zza pleców)                                      | 2     | 2:42 | KSW 71: Ziółkowski vs. Rajewski                   | 18.06.2022 | Toruń            | Bonus za walkę wieczoru.                                                          |
| Wygrana   | 22-13 (2) | Anton Kuivanen (26-12)          | Decyzja (większościowa)                                             | 5     | 5:00 | EFM Show 2: Materla vs. Rimbon                    | 11.09.2021 | Sofia            | Debiut w EFM Show. Zdobył pas mistrzowski EFM Show w wadze lekkiej. Co-Main Event |
| Przegrana | 21-13 (2) | Sebastian Rajewski (10-6)       | Decyzja (niejednogłośna)                                            | 3     | 5:00 | KSW 62: Kołecki vs. Szostak                       | 17.07.2021 | Warszawa         | Bonus za walkę wieczoru.                                                          |
| Przegrana | 21-12 (2) | Borys Mańkowski (21-8-1)        | Decyzja (jednogłośna)                                               | 3     | 5:00 | KSW 57: De Fries vs. Kita                         | 19.12.2020 | Łódź             |                                                                                   |
| Wygrana   | 21-11 (2) | Gracjan Szadziński (8-3)        | TKO (kolana i ciosy pięściami w parterze)                           | 1     | 2:04 | KSW 53: Reborn                                    | 11.07.2020 | Warszawa         |                                                                                   |
| Wygrana   | 20-11 (2) | Vinicius Bohrer (16-7)          | TKO (wysokie kopnięcie i ciosy pięsciami)                           | 1     | 0:52 | KSW 52: Race                                      | 07.12.2019 | Gliwice          |                                                                                   |
| Przegrana | 19-11 (2) | Norman Parke (26-6-1)           | Decyzja (jednogłośna)                                               | 3     | 5:00 | KSW 49: Soldić vs. Kaszubowski                    | 18.05.2019 | Gdańsk/Sopot     | Limit umowny -74 kg.                                                              |
| Wygrana   | 19-10 (2) | Kamil Szymuszowski (16-5)       | Decyzja (jednogłośna)                                               | 3     | 5:00 | KSW 46: Narkun vs. Khalidov 2                     | 01.12.2018 | Gliwice          | Powrót do kategorii lekkiej.                                                      |
| Przegrana | 18-10 (2) | Salahdine Parnasse (9-0)        | Decyzja (jednogłośna)                                               | 3     | 5:00 | KSW 43: Soldić vs. du Plessis                     | 14.04.2018 | Wrocław          |                                                                                   |
| Przegrana | 18-9 (2)  | Kleber Koike Erbst (22-4-1)     | Poddanie (duszenie zza pleców)                                      | 3     | 3:56 | KSW 41: Mańkowski vs. Soldić                      | 23.12.2017 | Katowice         | Pojedynek o pas mistrzowski KSW w wadze piórkowej.                                |
| Wygrana   | 18-8 (2)  | Łukasz Chlewicki (14-5-1)       | Poddanie (duszenie trójkątne nogami)                                | 1     | 1:51 | KSW 38: Live in Studio                            | 07.04.2017 | Sękocin Nowy     | Bonus za poddanie wieczoru. Main Event                                            |
| Przegrana | 17-8 (2)  | Marcin Wrzosek (11-3)           | TKO (przerwanie przez lekarza)                                      | 2     | 2:55 | KSW 37: Circus of Pain                            | 03.12.2016 | Kraków           | Stracił pas mistrzowski KSW w wadze piórkowej.                                    |
| Wygrana   | 17-7 (2)  | Fabiano Silva (26-6-1)          | Decyzja (jednogłośna)                                               | 3     | 5:00 | KSW 34: New Order                                 | 05.03.2016 | Warszawa         | Obronił pas mistrzowski KSW w wadze piórkowej.                                    |
| Wygrana   | 16-7 (2)  | Kleber Koike Erbst (18-3-1)     | Decyzja (jednogłośna)                                               | 3     | 5:00 | KSW 33: Materla vs. Khalidov                      | 28.11.2015 | Kraków           | Zdobył pas mistrzowski KSW w wadze piórkowej. Bonus za walkę wieczoru.            |
| Wygrana   | 15-7 (2)  | Vaso Bakočević (16-7-1)         | Decyzja (niejednogłośna)                                            | 3     | 5:00 | KSW 29: Reload                                    | 06.12.2014 | Kraków           |                                                                                   |
| Wygrana   | 14-7 (2)  | Anzor Ażyjew (4-0)              | Dyskwalifikacja (niedozwolone uderzenie kolanem w głowę w parterze) | 1     | 3:07 | KSW 26: Materla vs. Silva III                     | 22.03.2014 | Warszawa         |                                                                                   |
| Nieodbyta | 13-7 (2)  | Anzor Ażyjew (4-0)              | No contest (złamanie nosa Sowińskiego głową Ażyjewa)                | 1     | 1:54 | KSW 24: Starcie Gigantów                          | 28.09.2013 | Łódź             | Debiut w kategorii piórkowej.                                                     |
| Wygrana   | 13-7 (1)  | Michał Kozmer (6-2)             | TKO (ciosy pięściami)                                               | 1     | 4:35 | Celtic Gladiator VI: Dzień Wojny                  | 09.02.2013 | Saggart          |                                                                                   |
| Przegrana | 12-7 (1)  | Maciej Jewtuszko (9-2)          | Poddanie (duszenie brabo)                                           | 2     | 4:02 | KSW 21: Ostateczne Wyjaśnienie                    | 01.12.2012 | Warszawa         | Pojedynek o międzynarodowe mistrzostwo KSW w wadze lekkiej.                       |
| Nieodbyta | 12-6 (1)  | Artem Lobov (5-6)               | No-contest (zmiana wyniku przez organizatora)                       | 3     | 5:00 | Celtic Gladiator V                                | 22.09.2012 | Dublin           |                                                                                   |
| Przegrana | 12-6      | Curt Warburton (8-3)            | Poddanie (duszenie trójkątne rękoma)                                | 2     | 3:03 | KSW 18: Unfinished Sympathy                       | 25.02.2012 | Płock            |                                                                                   |
| Wygrana   | 12-5      | Maciej Jewtuszko (8-1)          | KO (ciosy pięściami)                                                | 1     | 0:46 | KSW 17: Zemsta                                    | 26.11.2011 | Łódź             | Bonus za nokaut wieczoru.                                                         |
| Przegrana | 11-5      | Conor McGregor (7-2)            | TKO (ciosy pięściami)                                               | 2     | 1:12 | Celtic Gladiator II: Starcie Gigantów             | 11.06.2011 | Portlaoise       |                                                                                   |
| Wygrana   | 11-4      | Cengiz Dana (13-15)             | Decyzja (jednogłośna)                                               | 2     | 5:00 | KSW 16: Khalidov vs. Lindland                     | 21.05.2011 | Gdańsk           |                                                                                   |
| Wygrana   | 10-4      | Carl Morley (0-0)               | TKO (ciosy pięściami)                                               | 1     | 0:16 | Celtic Gladiator I                                | 19.03.2011 | Portlaoise       |                                                                                   |
| Wygrana   | 9-4       | Paul Reed (15-7-1)              | TKO (ciosy pięściami)                                               | 1     | 2:45 | KSW Extra 2: President Cup                        | 29.01.2011 | Ełk              |                                                                                   |
| Przegrana | 8-4       | Danny van Bergen (9-7-3)        | Decyzja (jednogłośna)                                               | 3     | 3:00 | KSW 14: Dzień Sądu                                | 18.09.2010 | Łódź             | Walka ćwierćfinałowa turnieju wagi lekkiej KSW.                                   |
| Przegrana | 8-3       | Niko Puhakka (17-10)            | Decyzja (jednogłośna)                                               | 3     | 5:00 | Fight Festival Goes Kaisaniemi                    | 16.06.2010 | Helsinki         |                                                                                   |
| Wygrana   | 8-2       | Jan David (3-0)                 | TKO (ciosy pięściami)                                               | 1     | 0:29 | Extreme Fight Arena                               | 29.05.2010 | Zielona Góra     |                                                                                   |
| Wygrana   | 7-2       | Paweł Żydak (1-0)               | Poddanie (duszenie trójkątne)                                       | 1     | 4:22 | IFC – Tsunami Tournament 1                        | 19.03.2010 | Debrzno          |                                                                                   |
| Wygrana   | 6-2       | Piotr Kurowski (0-1)            | Poddanie (duszenie trójkątne rękoma)                                | 2     | 2:47 | Bushido 6 – Martial Arts Gala                     | 08.01.2010 | Piła             |                                                                                   |
| Wygrana   | 5-2       | Mateusz Piórkowski (2-3)        | Poddanie (dźwignia prosta na staw łokciowy)                         | 1     | 2:54 | I Mistrzostwa Polski Południowej Amatorskiego MMA | 18.10.2009 | Katowice         |                                                                                   |
| Przegrana | 4-2       | Marcin Held (1-0)               | Decyzja (większościowa)                                             | 2     | 5:00 | MMA Challengers 1                                 | 03.05.2009 | Mysłowice        |                                                                                   |
| Wygrana   | 4-1       | Craig Jose (0-0)                | Poddanie (duszenie zza pleców)                                      | 1     | 1:56 | Tenth Legion – The War Machine                    | 05.04.2009 | Hull             |                                                                                   |
| Wygrana   | 3-1       | Keith Norton (3-0)              | Poddanie (klucz na rękę)                                            | 1     | 1:11 | Ring of Truth 8                                   | 28.02.2009 | Trenczyn         |                                                                                   |
| Wygrana   | 2-1       | Zaurbek Muchaev (0-2)           | KO (wysokie kopnięcie)                                              | 1     | 2:01 | Pro Fight 3                                       | 22.02.2009 | Olsztyn          |                                                                                   |
| Wygrana   | 1-1       | Daniel Tobolik (0-1)            | Poddanie (duszenie trójkątne rękoma)                                | 1     | 1:14 | Bytomska Gala MMA                                 | 15.11.2008 | Bytom            |                                                                                   |
| Przegrana | 0-1       | Sonny Nielsen (9-3)             | Poddanie (dźwignia prosta na staw łokciowy)                         | 1     | 3:57 | Nord Bohemia Ring 3                               | 07.09.2007 | Czeska Lipa      |                                                                                   |

## Lista zawodowych walk w kick-boxingu
| Wynik   | Bilans | Przeciwnik          | Rozstrzygnięcie       | Runda | Czas | Rozgrywki                                       | Data       | Miejsce    | Uwagi                          |
| Wygrana | 3-0-1  | Adrian Bolechnowicz | Decyzja (jednogłośna) | 3     | 3:00 | Kuyavian Cage                                   | 06.07.2024 | Inowrocław | K-1.                           |
| Remis   | 2-0-1  | Andreo Kolić        | Remis                 | 3     | 3:00 | Lewy Prosty Fight Night 4: Polska vs. Chorwacja | 11.11.2023 | Opole      | K-1. Co-Main Event. Main Event |
| Wygrana | 2-0    | Piotr Ćwik          | Decyzja (jednogłośna) | 3     | 3:00 | MMA Attack 4: Reaktywacja                       | 24.09.2022 | Będzin     | K-1. Walka w wadze otwartej    |
| Wygrana | 1-0    | Lubo Slovik         | Decyzja (jednogłośna) | 3     | 3:00 | Cage Ring Championship 7: Annihilation          | 21.01.2018 | Dublin     | K-1. Walka w wadze otwartej    |

## Lista walk w grapplingu
| Wynik | Bilans | Przeciwnik           | Rozstrzygnięcie | Runda | Czas  | Rozgrywki         | Data       | Miejsce   | Uwagi                                       |
| Remis | 0-0-2  | Artur Piotrowski     | Remis           | 1     | 10:00 | DWM Fight Night 2 | 23.03.2024 | Białogard | Limit umowny -80 kg. Zasady BJJ. Main Event |
| Remis | 0-0-1  | Grzegorz Szulakowski | Remis           | 1     | 10:00 | SCF 4             | 24.02.2023 | Kępno     | Limit umowny -80 kg. Zasady BJJ.            |

## Lista walk w boksie
| Wynik     | Bilans | Przeciwnik                    | Rozstrzygnięcie                | Runda | Czas | Rozgrywki                             | Data       | Miejsce | Uwagi                                                      |
|           |        | Krzysztof Włodarczyk (65-4-1) |                                |       |      | Gala Highlander Fight                 | 06.06.2025 | Żywiec  | Main Event                                                 |
| Przegrana | 2-2    | Asłambiek Arsamikow (0-0)     | KO (prawy prosty i kontuzja)   | 2     | 0:14 | BFN 3                                 | 23.11.2024 | Olsztyn | Limit umowny -79 kg.                                       |
| Wygrana   | 2-1    | Patryk Chrobak (0-0)          | Decyzja (jednogłośna)          | 3     | 3:00 | Silesian MMA 17: Chrobak vs. Sowiński | 14.09.2024 | Ustroń  | Limit umowny -77 kg. W małych rękawicach 8 oz. Main Event. |
| Przegrana | 1-1    | Łukasz Szulc (0-0-2)          | Decyzja (jednogłośna)          | 3     | 3:00 | Hybrid MMA 3: Skibiński vs. Damiani   | 01.03.2024 | Piła    | Limit umowny -80 kg. Co-Main Event                         |
| Wygrana   | 1-0    | Piotr Marek (1-0)             | TKO (przerwanie przez lekarza) | 3     | N/A  | Lewy Prosty Fight Night 3             | 13.05.2023 | Opole   | Main Event                                                 |